# Дамар, Мухаммед
Мухаммед Мехмет Дамар (нем. Muhammed Mehmet Damar; родился 9 апреля 2004) — немецкий футболист, полузащитник клуба «Хоффенхайм».

## Клубная карьера
Уроженец Берлина, Дамар выступал за молодёжные команды клубов «Шёнеберг», «Герта Целендорф», «Герта Берлин» и «Айнтрахт». В июле 2022 года перешёл в «Хоффенхайм». 6 августа 2022 года дебютировал в основном составе «Хоффенхайма» в матче немецкой Бундеслиги против клуба «Боруссия Мёнхенгладбах».

## Карьера в сборной
Выступал за сборные Германии до 18 и до 19 лет.

## Личная жизнь
Родился в Германии в семье выходцев из Турции.